# Lino Mannocci
Lino Mannocci (Viareggio, 13 aprile 1945 – Londra, 31 marzo 2021) è stato un artista, pittore e incisore italiano, appartenente al movimento della Metacosa.

## Biografia
Lino Mannocci nasce a Viareggio nel 1945.
Nel 1968 si trasferisce a Londra.
Dal 1971 al 1976 studia al Camberwell College of Arts e alla Slade University.
Dal 1976 inizia a trascorrere parte dell'anno a Montigiano, un paesino situato tra Lucca e Viareggio. 
Nei primi anni ottanta partecipa come cofondatore a tutte le mostre del gruppo la Metacosa.
Nel 1984 la prima mostra in un museo, Hack Museum a Ludwigshafen, in Germania.
Seguono negli anni novanta numerose mostre a San Francisco, New York, Londra, Bergamo e Firenze.
Nel 2004 è presente allo Spazio Oberdan di Milano nella mostra curata da Philippe Daverio Fenomenologia della Metacosa - 7 artisti nel 1979 a Milano e 25 anni dopo.
Nel 2005 espone con la personale Let there be smoke al Museo Hendrik Christian Andersen di Roma.
Nel 2006 a Delhi e Mumbai in India. 
Nel 2007 cura la mostra e il catalogo Gli amici pittori di Londra alla Galleria Ceribelli di Bergamo, un omaggio alla pittura e all'amicizia.
Nel 2010 in occasione della sua mostra di monotipi al Museo Fitzwilliam di Cambridge Clouds and Myths, cura una mostra di opere sull'Annunciazione: The Angel and the Virgin, A brief History of the Annunciation.
Nel 2012 espone presso le Cartiere Vannucci a Milano. A ottobre, dello stesso anno, espone a New York alla Jill Newhouse Gallery, mentre al 2014 risale la mostra E l'angelo partì da lei presso la Galleria San Fedele di Milano. Nel 2015 inaugura una personale presso la Galleria Nazionale d'Arte Moderna di Palazzo Pitti di Firenze. 
In maggio è invitato, per commemorare gli 800 anni della Magna Carta, presso la Temple Church di Londra, dove espone dei monotipi su pergamena.
In giugno espone un gruppo di cartoline con interventi manuali relative ai principali esponenti del Futurismo alla Estorick Collection di Londra. In ottobre tiene la personale Stanze alla Galleria Ceribelli di Bergamo.

## Gli Amici Pittori di Londra
Gli Amici Pittori di Londra (My Painter Friends in London) è stato il titolo di una mostra con opere di Mannocci e alcuni amici artisti inglesi, tenutasi nel 2007 presso la Galleria Ceribelli di Bergamo.
Il successo di questa mostra ha generato altre esposizioni del gruppo negli anni successivi. Nel 2008 la mostra Genius Loci presso la Galleria Ceribelli, nel 2010 Another Country presso la Estorick Collection di Londra, e nel 2015, Vital Signs alla Clifford Chance di Londra, presentata anche alla Fondazione Bottari Lattes a Monforte d'Alba. 

## Principali collezioni pubbliche
Opere di Lino Mannocci sono presenti, tra le altre, al British Museum in London, all'Altonaer Museum di Amburgo, W. Hack Museum di Ludwigshafen, Musée Jenisch di Vevey, Mead Art Museum di Amherst e al Fitzwilliam Museum di Cambridge.

## Pubblicazioni
Nel 1988 ha curato il Catalogo Ragionato dell'opera grafica di Claude Lorrain per le edizioni della Yale University Press.
Nel 2007 scrive il catalogo della mostra Gli amici pittori di Londra, edizioni Lubrina. 
Nel 2008, a seguito del suo viaggio a Nuova Delhi e a Mumbai, scrive Madre India – Padre Barbiere, un testo relativo al viaggio, con foto di barbieri indiani, per i tipi della SKIRA.
Nel 2010 ha curato e scritto il catalogo per la mostra The Angel and the Virgin: A Brief History of the Annunciation at the Fitzwilliam Museum, Cambridge. 
Nello stesso anno, per il catalogo della mostra Another Country alla Estorick Collection di Londra, ha scritto il saggio critico De Chirico, Carrà and the Metaphysical Years.